# 7957 Antonella
7957 Antonella è un asteroide della fascia principale. Scoperto nel 1994, presenta un'orbita caratterizzata da un semiasse maggiore pari a 2,7722181 UA e da un'eccentricità di 0,1174388, inclinata di 9,03123° rispetto all'eclittica.